# カメリオン級スループ
カメリオン級スループ（Camelion class）は、イギリス海軍の木造・スクリュー推進のスループ。 16隻が発注され、1858年から1866年にかけて8隻が建造されたが、残りの8隻はキャンセルされた。当初は2等スループに分類されたが、後にはコルベットに分類された。

## 概要
カメリオン級は、砲17門搭載の2等スループとして設計されたが、クルーザー級スループ（Cruizer-class sloop.）の船体延長版であった。

### 船体
船体は伝統的な木造であり、全長（砲列甲板長）は185フィート (56 m)、全幅は33フィート (10 m)、排水量1,365トンであった。180人と比較的少ない乗員数で取り扱いやすいよう、帆走はバーク形式であった。

### 推進機構
カメリオン級は2気筒横置単式膨張型蒸気機関を搭載し、単軸スクリューを駆動した。出力は200馬力（指示馬力）であり、最大船速9ノットを発揮した。

### 武装
搭載砲は、40ポンドアームストロング砲が5門、32ポンド前装砲が12門であった（但し、レインダーは110ポンド砲1門、64ポンド砲5門）
。

## 同型艦
最初の2隻は1854年4月3日に発注されたが、どちらも数年の間起工されなかった。続く3隻は1857年4月1日に発注、1858年3月23日にさらに3隻が発注された。1860年3月5日、1860年3月25日にあわせて8隻が発注されたが、これらは後にキャンセルされている。後に2隻は装甲艦として完成したが、違う名前が与えられた。
| 艦名                           | 造船所                                   | 起工          | 進水           | 竣工          | 最後 |
| ------------------------------ | ---------------------------------------- | ------------- | -------------- | ------------- | --- |
| カメリオン Camelion            | デットフォード海軍工廠 Deptford Dockyard | 1858年11月8日 | 1860年2月23日  | 1861年7月30日 | 1883年解体のため売却                                                                                          |
| ペリカン Pelican               | ペンブローク海軍工廠 Pembroke Dockyard   | 1859年6月19日 | 1860年7月19日  | 1861年9月25日 | 1867年2月に商船として売却されホークと命名、さらにポルトガル海軍に売却されInfanta Dom Henriqueと名付けられた。 |
| リナルド Rinaldo               | ポーツマス海軍工廠                       | 1858年3月1日  | 1860年3月26日  | 1861年6月8日  | 1884年4月、解体のために売却                                                                                   |
| ゼブラ Zebra                   | デットフォード海軍工廠                   | 1859年7月4日  | 1860年11月13日 | 1861年5月23日 | 1873年8月20日、極東で解体のために売却                                                                         |
| パーシュース Perseus           | ペンブローク海軍工廠                     | 1860年7月20日 | 1861年8月21日  | 1862年9月     | 1886年練習艦、1904年3月Defiance IIに改名、1931年6月26日解体のため売却                                         |
| シャンティクリーア Chanticleer | ポーツマス海軍工廠                       | 1860年2月2日  | 1861年2月9日   | 1861年12月    | 1875年1月23日解体のため売却                                                                                   |
| レインディア Reindeer          | チャタム海軍工廠                         | 1860年5月1日  | 1866年3月29日  | 1866年10月    | 1873年8月28日解体のため売却                                                                                   |
| ラトラー Rattler               | デットフォード海軍工廠                   | 1860年8月28日 | 1862年3月18日  | 1862年7月     | 1868年9月24日、日本で座礁                                                                                     |
| ハーレクィン Harlequin         | ポーツマス海軍工廠                       | 1861年2月13日 |                |               | 1864年12月16日キャンセル                                                                                      |
| ティーズ Tees                  | チャタム海軍工廠                         | 1861年2月     |                |               | 1863年12月12日キャンセル                                                                                      |
| サッフォー Sappho              | デットフォード海軍工廠                   | 1861年5月1日  |                |               | 1863年12月12日キャンセル                                                                                      |
| トレント Trent                 | ペンブローク海軍工廠                     | 1861年9月3日  |                |               | 装甲スループResearchとして完成                                                                                |
| サーカシアン Circassian        | デットフォード海軍工廠                   | 1862年5月5日  |                |               | 装甲スループEnterpriseとして完成                                                                              |
| デリジェンス Diligence         | チャタム海軍工廠                         | 1862年        |                |               | 1863年12月12日キャンセル                                                                                      |
| イモジーン Imogene             | ポーツマス海軍工廠                       |               |                |               | 1863年12月12日キャンセル                                                                                      |
| サクセス Success               | ペンブローク海軍工廠                     |               |                |               | 1863年12月12日キャンセル                                                                                      |

## 参考資料
1. 1 2 3 4  Winfield p.216

- Royal Navy cruisers at www.battleships-cruisers.co.uk
- Winfield, Rif; Lyon, David (2004). The Sail and Steam Navy List: All the Ships of the Royal Navy 1815–1889. London: Chatham Publishing. ISBN 978-1-86176-032-6. OCLC 52620555.